# St. Maria Helferin der Christen (Dornbusch)

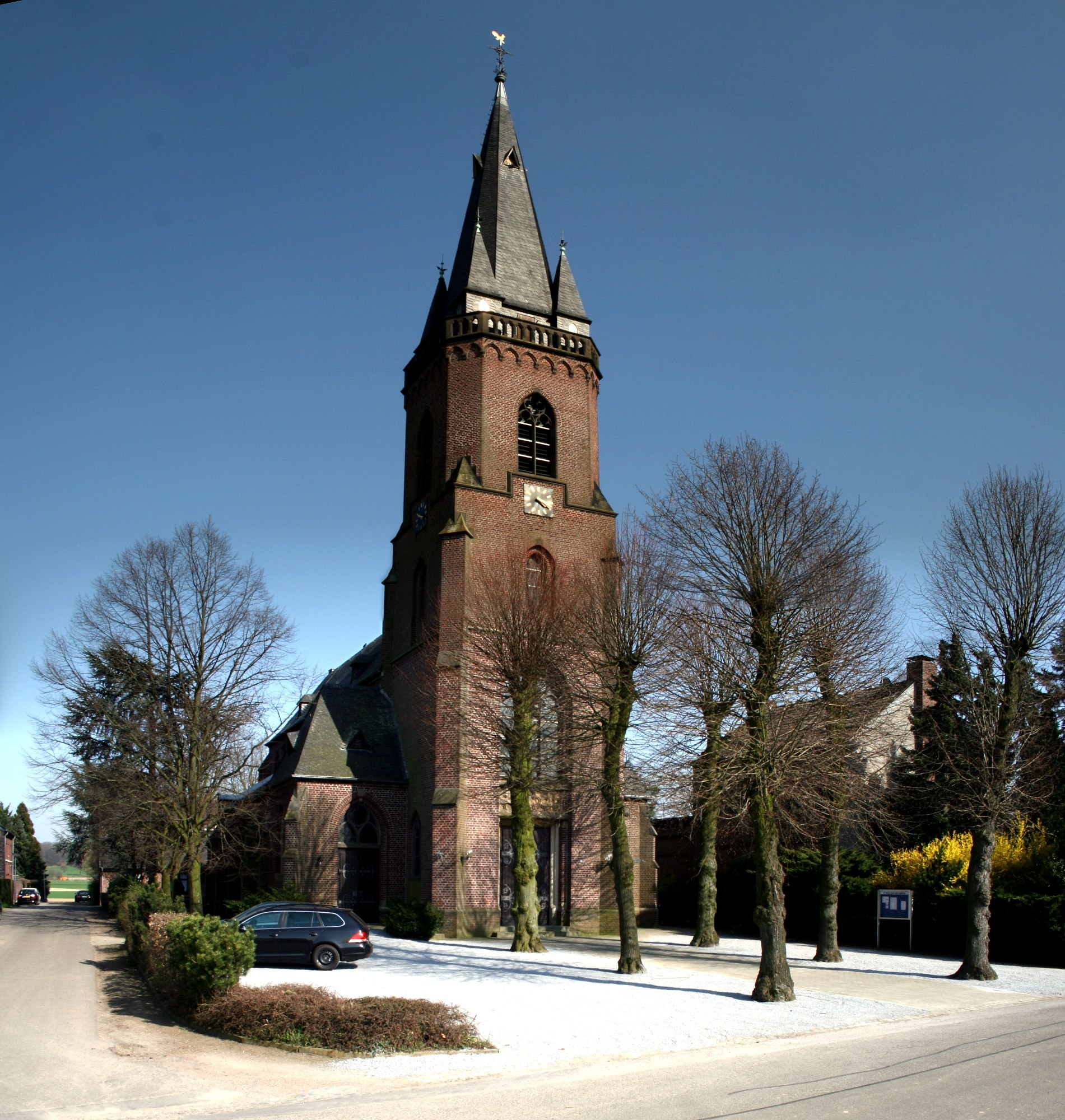
St. Maria Helferin der Christen

St. Maria Helferin der Christen ist ein neugotisches römisch-katholisches Kirchengebäude in Dornbusch, Viersen, welches heute zur Gemeinschaft der Gemeinden (GdG) St. Clemens in Süchteln gehört.

## Geschichte
Die Kirche St. Maria Helferin der Christen in Dornbusch ist die Pfarrkirche der umliegenden Bauerschaften Dornbusch, Kölsum und Rennekoven. Wegen der großen Entfernung aus dem lose besiedelten bäuerlichen Gebiet zu den bestehenden Pfarrkirchen in Süchteln, Dülken oder Lobberich wurde sie 1855–58, zunächst als Kapelle, nach einem Entwurf des Kölner Baumeisters Vincenz Statz errichtet.
Am 20. März 1854 beantragte Pfarrer Ringelhoven von der Gemeinde St. Clemens (Süchteln) beim Generalvikariat Köln wegen der entfernten Lage der Honschaft den Bau einer eigenen Kapelle in Dornbusch. Der Bauplatz wurde außerhalb der eigentlichen Honschaft gewählt, um den anderen zur Betreuung vorgesehenen Honschaften Rennekoven und Kölsum näher zu liegen. Die Grundsteinlegung erfolgte am 21. November 1855, am 1. Dezember 1857 wurde die neue Kapelle benediziert. Nach der endgültigen Fertigstellung wurde zum 12. Oktober 1858 Hermann Josef Koch als erster Rektor angestellt.
Am 30. Oktober 1889 wurde die Kapellengemeinde gegründet; die Konsekration der Kapelle erfolgte am 22. August 1892. Sie wurde 1903–09 baulich zu einer Kirche erweitert. Hierzu wird ein Turm samt anschließendem Hauptschiffjochen aufgeführt (Fa. Johannes Feldges, Lobberich). Der Kirchenmaler Heinrich Brey aus Geldern malte 1912 (mit Heinrich Froitzheim) den neuen Kirchenraum aus, 1916 erfolgte der Einbau einer Heizung. Zum 6. Oktober 1918 erlangte Dornbusch schließlich die angestrebte Pfarrerhebung. Die Kirche wurde von 1968 bis 1973 (Bauleitung: Lorenz Henenkes) und 1987/88 (Turmsanierung; Architekt: Bolten) grundlegend instand gesetzt.

## Glocken
In den Jahren 1919 und 1948 goss die Glockengießerei Otto in Bremen-Hemelingen für die Kirche in Dornbusch insgesamt drei Bronzeglocken. Dazu gehört auch die Glocke von 1919, die beide Weltkriege überstanden hat. Die Glocken von 1948 haben die Schlagtöne: e′ und g′. Die Glocken haben folgende Durchmesser: 1259 mm und 1059 mm. Sie wiegen zusammen 1850 kg.